# Kurukshetra

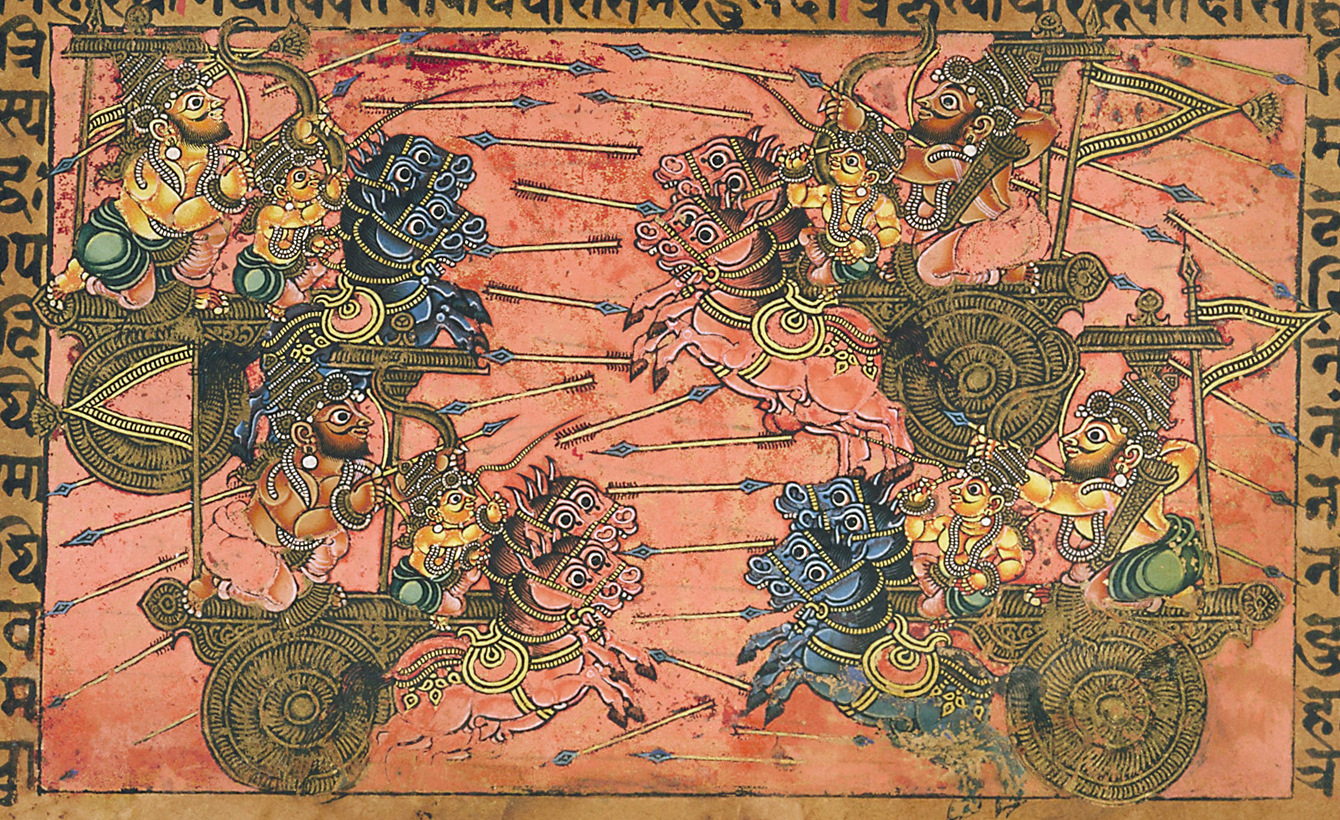
Un manuscrito del Majábharata (del siglo III a. C.), muestra una escena de la batalla de Kurukshetrá.

Kurukshetrá (en idioma hindí: कुरुक्षेत्र) es una región nombrada por primera vez en el texto épico mitológico Majábharata (del siglo III a. C.).
Kuru Kshetrá significa ‘territorio de los kurus’.
En los Puranas se dice que Kurukshetrá recibió ese nombre en honor a Kuru, que era un rey indoario,
de la tribu bhárata, que fue ancestro de las legendarias tribus pándavas y kurus (protagonistas del Majábharata).
El texto sánscrito Vamaná-purana describe cómo el mítico rey Kuru se instaló con su pueblo en estas tierras.
Eligió esta tierra a orillas del río Sarasvati (actualmente desconocido) porque englobaba la espiritualidad con ocho virtudes:
- austeridad (tapas)
- verdad(satia)
- perdón (kshama)
- amabilidad (daia)
- limpieza (sucha)
- caridad (dana)
- sacrificios de fuego (iagñá)
- celibato (brahma charia).

El dios Visnú se sintió impresionado con este acto del rey Kuru y le dio dos bendiciones:
- esta tierra sería conocida como tierra santa en honor a su nombre (como Kuru Kshetrá: la región de Kuru).
- cualquiera que muriera en esta tierra (sin importar su karma) iría al Cielo.

Según los textos hinduistas, en diferentes periodos, esta región se conoció como Uttara Vedi, Brahma Vedi, Dharma Kshetra y finalmente Kurukshetrá.
Cuando el rey Kuru llegó a este lugar, se llamaba Uttarvedi.
La dinastía Bharata instaló su capital en esta zona.
Aquí se habría librado la batalla de Kuruksetrá, el tema central del Majábharata.

## Ubicación de Kuruksetra

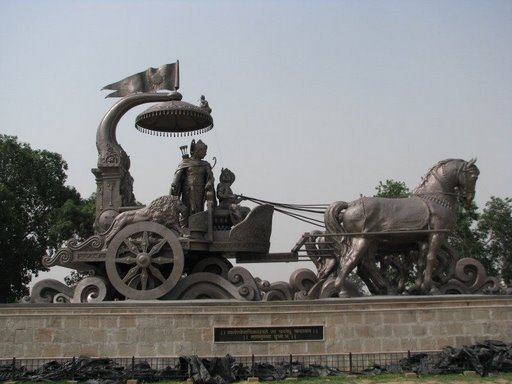
Cuadriga de bronce con el rey dios Krisná y su amigo el príncipe pándava Áryuna.

De acuerdo con el Taittiríia araniaka (5.1.1) describe varios sitios para ubicar la región Kurukshetrá:
- al norte de los extensos bosques Khandava (del que se desconoce la ubicación; podría ser la región de Nueva Delhi y Mewat),[cita requerida]
- al sur de Turghna (Srughna o Sugh, en Sirhind, en Panyab).
- al este de Maru (el desierto)[cita requerida]
- al oeste de Parin.[1]

La tierra de Kurukshetrá estaba regada por dos ríos, el Sárasuati y el Drishaduati. Se desconoce el paradero de ambos ríos.
Según algunos textos hinduistas, los límites de Kurukshetrá corresponderían aproximadamente con los del Estado de Hariana.

## Kurukshetra en la historia
El rey Jarsha Vardana (590-647 d. C.) tuvo su capital en Thanesar.
De acuerdo con el Majábharata (siglo III a. C.), Krishná con su familia fue a un sitio llamado Kuru Kshetrá varios años antes de la legendaria batalla) desde la lejana Dwaraka a participar en una feria durante un eclipse solar (que desde tiempo inmemorial en la India se considera inauspicioso).
Según el texto Akbar nama (de Abul Fazl, el historiador de la corte), en 1567, el emperador mongol Akbar se enteró de esta historia y durante un eclipse solar quiso visitar Kurukshetrá.
En esa época ya se creía que Kurukshetrá había estado cerca de esta aldea Thanesar.
El biógrafo Fazl cuenta que en el eclipse en Kurukshetrá los peregrinos se bañaban en el lago Brahma Sarovar (que actualmente se encuentra en el centro de la ciudad).
En la época del emperador mongol Sha Shaján (1592-1666), el viajero francés François Bernier (1625-1688) menciona que durante los eclipses solares, los hinduistas realizaban baños sagrados en el río Indo, el río Ganges y en los estanques sagrados de Thaneshwar.

## Kurukshetra en la actualidad
En los años cuarenta, Thanesar (en el estado de Jariana) era una oscura aldea.
Después de la partición de la India (en 1947), se armó aquí un gran campo de refugiados, que se convirtió en el núcleo de esta localidad comercial.
Los hinduistas creían que la guerra del Majábharata había sucedido en esta zona. Sin embargo no se ha conservado ningún dato exacto del lugar, ni hay descripciones de los ríos, que permitieran deducir el lugar correcto en que podría haberse librado esa batalla.
Las autoridades estatales decidieron capitalizar la importancia mitológica del área, y en 1973 se creó un nuevo distrito llamado distrito Kurukshetra, del cual Thanesar es la ciudad cabecera.
Actualmente los turistas se refieren a Thanesar con el nombre de Kurukshetra, y ese es el nombre que adoptan los mapas.